# Moto Guzzi Ottocilindri
La Ottocilindri (« huit cylindres », en italien) est un modèle de moto de compétition du constructeur italien Moto Guzzi.

## Description
Afin de contester la domination des quatre cylindres Gilera et MV Agusta dans la catégorie des 500 cm3 du championnat de vitesse, et au lieu de faire évoluer le quatre cylindres en ligne maison,, l'ingénieur Giulio Cesare Carcano décide, en 1954, de réaliser un nouveau moteur. Après avoir examiné toutes les architectures possibles, il choisit un V8, pour sa puissance potentielle et sa compacité,.

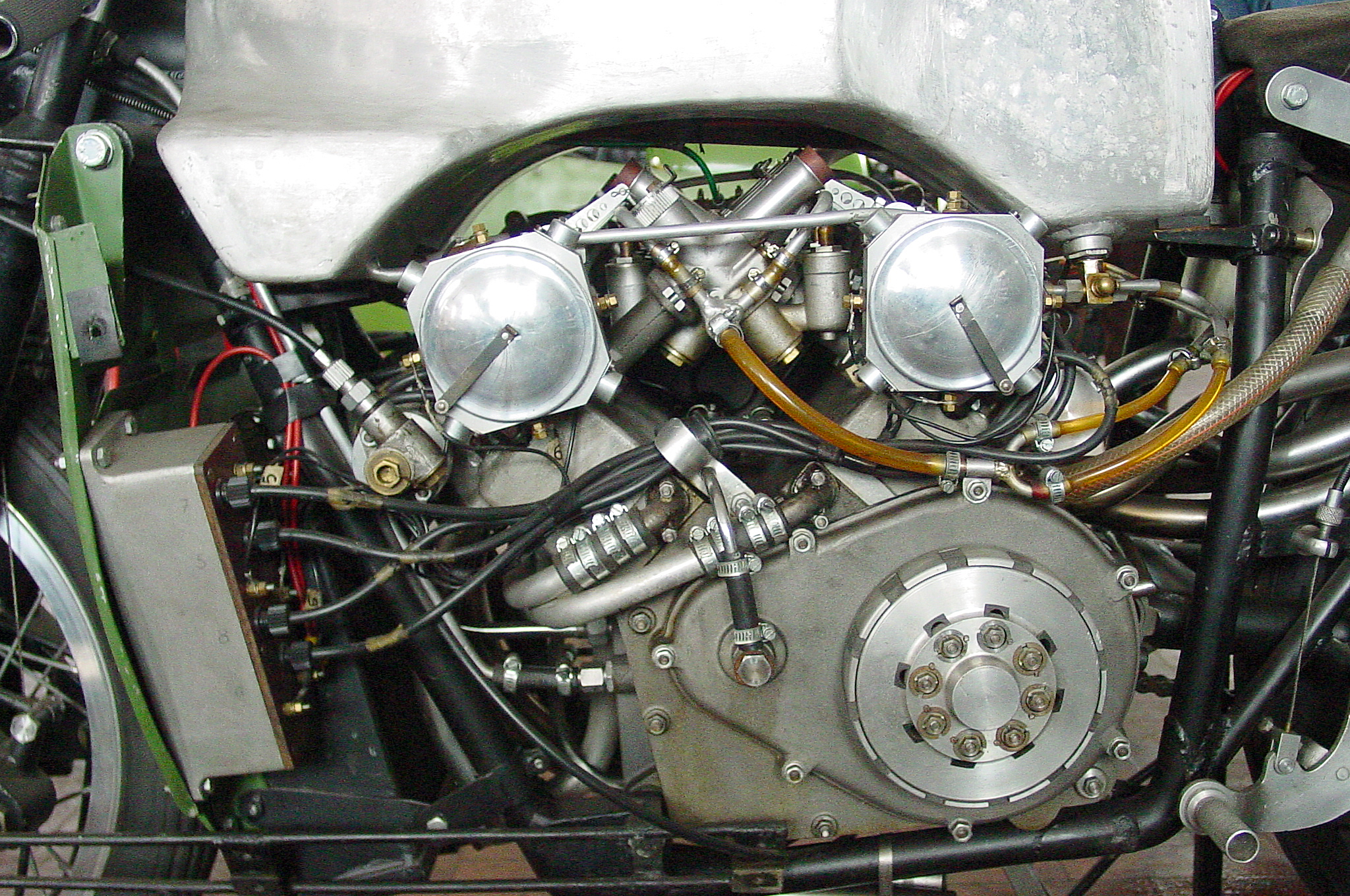
Le V8.

Chaque cylindre est alimenté par un carburateur Dell'Orto de 20 mm. Chaque rampe de quatre carburateurs puise l'essence dans une cuve située sur le côté gauche. Cette configuration posait des problèmes d'alimentation au cours des phases d'accélération et de freinage de la moto. Ce défaut est corrigé en 1957 avec le montage de carburateurs Dell'Orto de 21 mm de diamètre, à cuves séparées.
Vu la puissance et la compacité du moteur, un refroidissement par eau est installé, une nouveauté à cette époque où le refroidissement par air était universellement employé en technique motocycliste.
Le cadre à double berceau inférieur comprend une poutre unique de gros diamètre à sa partie supérieure, qui sert de réservoir et de refroidisseur d'huile, éliminant la nécessité du gros carter d'huile ailetté, présent sur les quatre cylindres Gilera ou MV Agusta et améliorant la compacité du moteur.
Cette architecture, très différente du célèbre cadre Featherbed utilisé par Norton sera beaucoup copiée et utilisée jusqu'aux années 1980.
Comme sur la plupart de machines de pointe de cette époque, le carénage enveloppe la roue avant (ce qui fut plus tard interdit par la Fédération internationale de motocyclisme), un style de carénage surnommé « Flying Dustbin » (poubelle volante) par les pilotes anglais. Plus efficace que les carénages actuels dits « Dolphin », et testé dans la soufflerie de l'usine Guzzi (la seule au monde à être ainsi équipée à l'époque), il compte pour beaucoup dans la vitesse de pointe impressionnante de la Guzzi V8.
La V8 est utilisée pour la première fois en course aux mains du pilote Ken Kavanagh, sur le circuit d'Imola.
Elle sera ensuite pilotée par Bill Lomas et Dickie Dale. La carrière en course de la V8 sera émaillée d'incidents de mise au point, mais se révèlera imbattable lors des rares Grands Prix qu'elle pourra terminer.
L'usine décide d'arrêter la compétition en 1958, lors d'un pacte de non-agression avec les autres usines italiennes, en raison de l'augmentation vertigineuse du coût de la compétition, et met ainsi un terme à la carrière de la Ottocilindri. Un des exemples en est le prix de l'usinage du vilebrequin de la V8, en plusieurs parties (du fait de l’utilisation de bielles monobloc) réalisé par l’entreprise allemande Hirth Motoren (de) sur des tours de haute précision, avec un acier spécial rarissime : un million de lires de l'époque soit 40 000 € actuels, soit le prix de vingt petites motos.
Les exemplaires encore fonctionnels de cette moto très rare sont peu nombreux : il en existe une au musée Moto Guzzi (en) de Mandello del Lario et une autre dans la collection-musée de l'ex-champion britannique de trial Sammy Miller (en).
La Guzzi V8 n'est toutefois pas la seule moto à utiliser cette architecture moteur : l'industriel Giancarlo Morbidelli, fabricant de machines à usiner le bois, mais aussi créateur d'une écurie de course motocycliste à succès dans les années 1980, tentera de lancer en toute petite série une moto routière élitiste dotée d'un V8, mais en position longitudinale, avec une transmission par arbre et cardan.